# Jean-Marc Germain (chef d'entreprise)
Jean-Marc Germain (né le 2 janvier 1966) est le PDG du fabricant mondial d'aluminium Constellium ,. Sous sa direction, l'entreprise a investi près d'un milliard d'euros dans le secteur automobile pour accompagner cette industrie dans sa recherche de matériaux plus légers permettant de réduire les émissions de dioxyde de carbone ,,. Il a également joué un rôle majeur dans l'amélioration des capacités de recyclage de l'aluminium ; il a découragé l'administration Trump d'augmenter les taxations sur l'aluminium,.
Avant de rejoindre Constellium, il était PDG d'Algeco Scotsman et il a occupé de nombreux postes de direction dans l'industrie de l'aluminium. Il a été directeur des ventes, du marketing, de la planification financière et de la stratégie dans des entreprises comme Pechiney, Alcan et Novelis ,. Jean-Marc Germain est diplômé de l'École polytechnique et a la double nationalité française et américaine.